# Syd Blakovich
Syd Blakovich, née le 22 mai 1981 à Warren aux États-Unis, est une actrice américaine pornographique spécialisée dans la production queer.

## Biographie
Syd Blakovich commence la pornographie en 2005 : alors qu'elle travaillait, dans un sex-shop de San Francisco, une de ses collègues qui tournait pour Ultimate Surrender, site pornographique avec de la lutte et qui, comme elle, pratiquait la lutte, lui a proposé de la rejoindre. Elle ne tourne que des scènes lesbiennes.

## Filmographie sélective
Le nom du film est suivi du nom de ses partenaires lors des scènes pornographiques.
- 2006 : Crash Pad 1 avec Jiz Lee
- 2007 : She's My Man 1 avec Rozen Debowe
- 2008 : Crash Pad Series 5: Rozen and Shawn avec Rozen Debowe
- 2009 : Women Seeking Women 54 avec Dana DeArmond
- 2009 : Women Seeking Women 56 avec Dia Zerva
- 2009 : Road Queen 12 avec India Summer
- 2010 : Nina Loves Girls 2 avec Nina Hartley
- 2010 : Dangerous Curves 2 avec April Flores et Jiz Lee
- 2011 : Alpha Femmes avec Ashley Blue
- 2011 : Road Queen 20 avec Deauxma
- 2012 : Road Queen 21 avec Janet Mason
- 2013 : Women Seeking Women 100 avec Dana DeArmond
- 2014 : Lesbian Curves 3 avec Cinnamon Maxxine
- 2015 : Ultimate Surrender 14 avec Ariel X, Holly Hearts et Wenona
- 2016 : Blue Collar Lesbians avec Ariel X (scène 1) ; Ariel X et Kimberly Kane (scène 2) : Kimberly Kane (scène 4)
- 2018 : Deauxma and Her Girlfriends (compilation) avec Deauxma